# 1,4-萘二甲酸
1,4-萘二甲酸是一种有机化合物，化学式为C12H8O4，它是萘二甲酸的同分异构体之一。

## 合成
1-甲基萘在三氯化铝催化下和乙酰氯反应，得到1-甲基-4-乙酰基萘，它经溴化、氧化得到1-甲酰基-4-乙酰基萘，再在酸性条件下被高锰酸钾氧化，得到1,4-萘二甲酸。它也可由1,4-二甲基萘在乙酸钴-乙酸锰-溴化钾催化剂的催化下被氧气氧化，或直接由重铬酸钠氧化制得。以萘为原料，可先将其溴化，得到1,4-二溴萘，再于二甲基甲酰胺中和氰化亚铜反应，得到1,4-二氰基萘，它在硫酸中水解，得到1,4-萘二甲酸。

## 反应
1,4-萘二甲酸可以和二甲基甲酰胺在过氧化叔丁醇的存在下、氧化铜催化下于80 °C水中反应，得到N,N,N',N'-四甲基萘-1,4-二甲酰胺。
1,4-萘二甲酸在二甲基甲酰胺催化下，和氯化亚砜回流反应，可以得到1,4-萘二甲酰氯。它在四氢呋喃中可以被氢化铝锂还原为1,4-萘二甲醇。它和甲醇在硫酸催化下于65 °C反应，可以得到1,4-萘二甲酸二甲酯。它和四氟化硫在氟化氢中反应，可以得到1,4-二(三氟甲基)萘。
它和金属盐反应，可以得到金属有机框架材料。